# Лубкович Юрій Олегович
Юрій Олегович Лубкович (31 травня 1989, м. Тернопіль — 18 січня 2023, м. Бровари, Київська область) — український економіст, громадсько-політичний діяч. Державний секретар МВС (від 17 листопада 2021 до 18 січня 2023).

## Життєпис
Юрій Лубкович народився 31 травня 1989 року в місті Тернополі.
Закінчив Університет імені Еразма Роттердамського (2010, спеціальність — бізнес), Тернопільський національний економічний університет (2010, бакалавр з менеджменту; 2011, магістр з менеджменту зовнішньоекономічної діяльності) (нині — Західноукраїнський національний університет).
Працював економістом ТОВ «Компанія „Основа“» (2010, м. Київ), помічником голови, помічником заступника голови відділу забезпечення діяльності керівництва апарату, заступником начальника відділу забезпечення діяльності керівництва апарату, начальником управління з суспільно-політичних питань та інформаційної діяльності (2013—2014) Тернопільської ОДА (2011—2013), керівником Апарату Урядового уповноваженого з питань етнонаціональної політики (2014—2015), радником Віцепрем'єр-міністра України (2015), старшим референтом Департаменту з питань ефективного управління державною власністю (2016—2017), заступником директора Департаменту з питань міжнародного співробітництва (2019) Секретаріату Кабінету Міністрів України, керівником Секретаріату Голови Верховної Ради України (2019—2021, патронатна служба), радником заступника Голови Верховної Ради України (2021, патронатна служба).
Загинув 18 січня 2023 року внаслідок авіакатастрофи в Броварах.
Володів українською та англійською мовами.